# Stefan Keil
Stefan Friedrich Keil (* 20. März 1958 in Regensburg; † 16. Dezember 2021 in Kingston, Jamaika) war ein deutscher Diplomat. Nach Positionen in Moskau, Prag, Jekaterinburg und Donezk/Dnipro war er zuletzt Botschafter Deutschlands in Jamaika.
Der gebürtige Regensburger studierte ab 1980 Rechtswissenschaften, legte 1985 sein erstes Staatsexamen und 1988 sein zweites Staatsexamen ab. 1993 wurde er promoviert. Parallel dazu absolvierte er von 1989 bis 1990 die Attachéausbildung für den höheren auswärtigen Dienst. Es schloss sich eine erste Verwendung in der Zentrale des Auswärtigen Amts in Bonn an. 
Von 1991 bis 1993 war Keil Referent im deutschen Generalkonsulat Karatschi. Bis 1997 war er Mitglied der Delegation der Genfer Abrüstungskonferenz. Von 2000 bis 2004 arbeitete er an der Botschaft  Moskau, wo er begann, Russisch zu lernen, und von 2008 bis 2011 an der Botschaft Prag. Anschließend wurde er an die Ständige Vertretung bei der OECD nach Paris versetzt. Ab 2015 war er Generalkonsul in Jekaterinburg. In Kontakt mit Gouverneur Aleksandr Moor arbeitete er an einer engeren wirtschaftlichen Zusammenarbeit zwischen der Region Tjumen und Deutschland. Ab 2019 war er Leiter des Generalkonsulats Donezk, dessen Sitz nach Dnipro verlegt war. Am Internationalen Holocaust-Gedenktag im Januar 2021 sprach er im ukrainischen Institut für Holocaust-Studien, Tkuma, und im Museum für jüdische Geschichte und Holocaust in Dnipro. 
Keil war von August 2021 bis zu seinem Tod Botschafter in Jamaika. 
Keil war verheiratet, das Paar hatte zwei Kinder. Am 16. Dezember 2021 erkrankte er im Alter von 63 Jahren plötzlich im Dienst in der Botschaft Kingston. Er wurde ins örtliche Andrews Memorial Hospital gebracht und bei seiner Ankunft für tot erklärt. Am 13. Januar 2022 wurde sein Leichnam von Kingston nach Frankfurt am Main überführt und am 14. Januar 2022 am Regierungsterminal des Flughafens Berlin Brandenburg offiziell mit einem Ehrengeleit des Wachbataillons der Bundeswehr in Deutschland empfangen.